# Balloniscus glaber
Balloniscus glaber är en kräftdjursart som beskrevs av Paulo Agostinho de Matos Araujo och Zaido 1995. Balloniscus glaber ingår i släktet Balloniscus och familjen Balloniscidae. Inga underarter finns listade i Catalogue of Life.